# الإعاقة في روما القديمة
كان الرومان القدماء يوثقون وجود الإعاقات في الكتابات الشخصية والطبية والقانونية في تلك الفترة. وبينما كان يُبحث عن بعض الأشخاص ذوي الإعاقة لاستخدامهم كعبيد، فإن آخرين ممن يعانون من إعاقات تُعرف اليوم طبيًا لم يُعتبروا معاقين حينها. وقد كانت بعض الإعاقات تُعد أكثر قبولًا من غيرها؛ فبينما كانت تُرى بعض الإعاقات كصفات مشرفة تزيد من الفضيلة، كانت إعاقات أخرى – خاصةً تلك الخَلقية – تؤدي إلى قتل الرضّع. كما كان يُستخدم التسبب بإعاقة شخص كعقوبة. وقد تم توثيق بعض أدوات المساعدة على الحركة، مثل الأطراف الاصطناعية البدائية. وتعد الإشارات الطبية المتفرقة والمحدودة المصدر المباشر الوحيد للاعتراف بوجود الإعاقة.

## الرأي الطبي
كتب سورانوس من أفسس (وهو طبيب من المدرسة المنهجية عمل في روما) في مؤلفه الباقي عن طب النساء أن هناك أطفالًا فقط يستحقون أن تتم تربيتهم، مشيرًا إلى اختبارات يمكن إجراؤها على الطفل لاكتشاف إعاقات قد تجعله – في رأيه – غير جدير بالبقاء. كما ينص المؤلف على أن أهلية القابلة أو المُرضعة، من حيث الصحة الجسدية والعقلية، كانت أيضًا بحاجة إلى تقييم من قبل الوالدين.
ناقش الطبيب الروماني اللاحق جالينوس الأشخاص ذوي الإعاقة في أعماله حول التشريح، مدعيًا أن الإعاقات الجسدية والعقلية على حد سواء ناتجة عن اختلالات جسدية في توازن الأخلاط الأربعة. ولهذا، فقد تمسك بالتصنيف التقليدي المكوّن من الكآبة والجنون والتهاب الدماغ كالفئات الثلاث للاضطرابات النفسية.
كان الرومان يميزون بين الإعاقات بحسب نتائجها الوظيفية، وكان يُعتبر بعض الأشخاص ذوي الإعاقة أكثر قدرة من غيرهم. كما أن الثروة والمكانة الاجتماعية كانتا تؤثران على مدى تأثير الإعاقة على الحياة اليومية للمواطن الروماني.
امتلك الأطباء الرومان مصطلحات متعددة لوصف درجات مختلفة من ضعف البصر. وقد خصص آولوس كورنيليوس سيلسوس، في مؤلفه في الطب، فصلًا لموضوع التهابات العين الشائعة، وأمراضها، ومشكلاتها، وعلاجاتها.
أما بالنسبة للنساء، فقد كانت المقاربات الطبية للاضطرابات النفسية تُعتبر منفصلة ومختلفة بطبيعتها عن تلك الخاصة بالرجال.

## القوانين الرومانية المتعلقة بالإعاقة

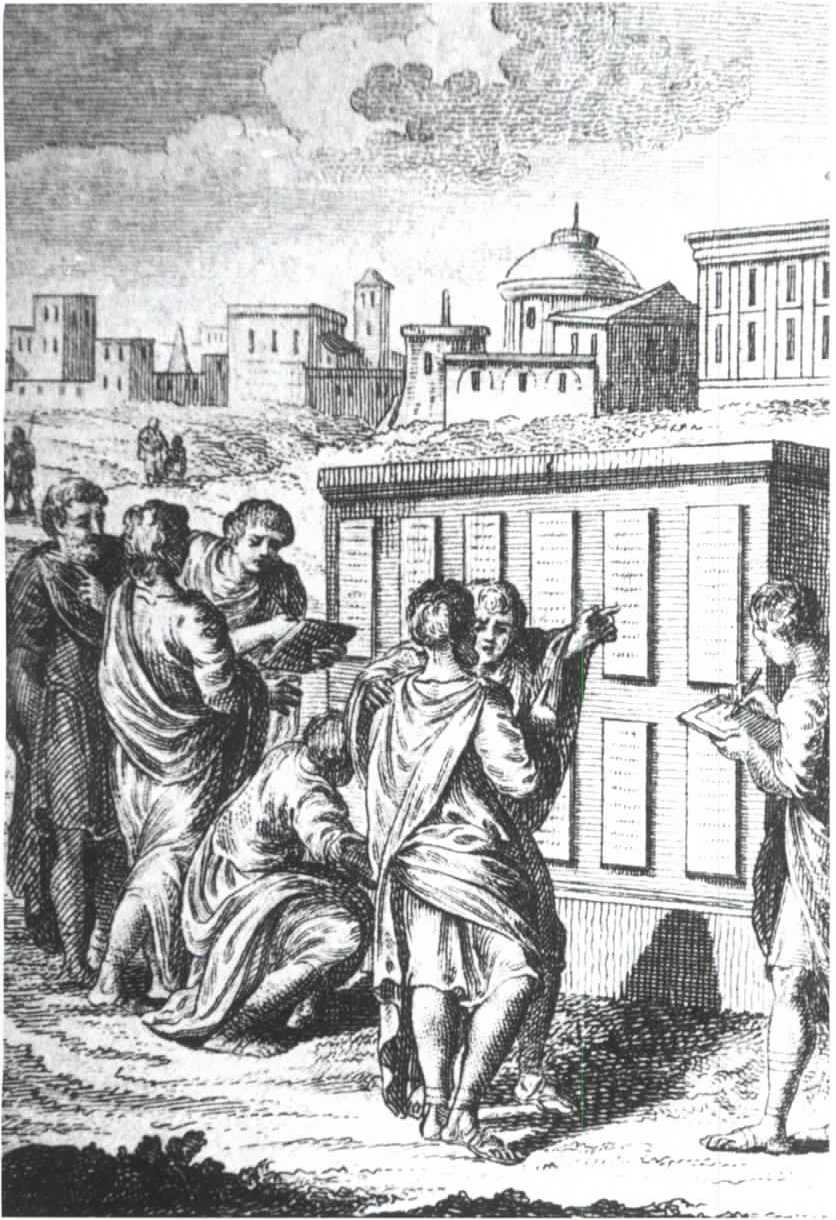
شملت اللوائح الاثني عشر أيضًا قوانين تراعي احتياجات الأشخاص ذوي الإعاقة في روما.

شملت اللوائح الاثني عشر قانونًا ينص على أنه يجب قتل الأطفال ذوي الإعاقة، عادةً عن طريق الرجم. كما نصت أيضًا على أنه إذا تعرض شخص حر أو عبد لإصابة من قبل شخص آخر وأصبح معاقًا، يجب على المعتدي دفع مبلغ من المال أو يعاقب بالإصابة بطريقة مشابهة.
بالإضافة إلى ذلك، كتب ديونيسيوس من هاليكارناسوس أن مؤسس المدينة رومولوس كان يفرض على الأطفال المولودين مع إعاقات أن يتم تعريضهم على تلة. يعتقد بعض المؤرخين أن هذه كانت ممارسة شائعة إلى حد ما، على الرغم من أن الأدلة على ذلك محدودة. ومع مرور الوقت، من المحتمل أن يكون تنفيذ القانون المذكور من قبل ديونيسيوس قد أصبح أقل شيوعًا حتى أنه في القرن الثالث تم التراجع عنه بواسطة قانون جديد يلزم الآباء برعاية الأطفال المعاقين.
يذكر أيضًا أنه كان يتم منح الأشخاص ذوي الإعاقات الجسدية مثل الصمم محاميًا لتمثيلهم في المحكمة إذا تطلب الأمر. كانت المجتمع الروماني يقدّر الفعل التواصلي والتفاعل الخاص، وكان القانون يبذل قصارى جهده لاستيعاب الأشخاص ذوي الإعاقات الجسدية التي تؤثر على البصر والسمع والكلام. كما كان الرومان لا يظهرون اهتمامًا كبيرًا تجاه الأشخاص ذوي الإعاقات الحركية أو الذين يعانون من صعوبة في التنقل. ظهرت مشاكل مع العديد من الإجراءات القانونية في روما القديمة التي كانت تتطلب اجتماعات مباشرة وشخصية وخاصة، ما لم يسمح بتبديل الشخص العبد أو الممثل.
في تعليقات على الحرب الغالية، ذكر يوليوس قيصر أن الغاليين كانوا عادةً ما يُصيبون قواته العسكرية بالإعاقات، غالبًا عن طريق إفقادهم البصر، مشيرًا إلى أن أربعة من القوات في كتيبة ما قد فقدوا بصرهم. وكان الجنود الذين يعانون من إعاقات نتيجة لهذه الظروف يحصلون على راتب من الدولة بمجرد تقاعدهم.
في القانون الروماني، كان الأشخاص المكفوفين يواجهون أقل عدد من المشكلات، حيث كان هناك قيمة ثقافية أكبر للكلام مقارنة بالبصر، ولكن العديد من المكفوفين لم يحصلوا على اعتبار قانوني استثنائي. كان المكفوفون في روما يُعتبرون قادرين على توفير والاعتناء بأنفسهم مثل أي مواطن روماني آخر. ومن الاستثناءات القليلة كان كتابة الوصايا، حيث كان يجب أن يكون هناك شهود متعددون بسبب عدم القدرة على الرؤية. على عكس الصم أو أولئك الذين كانوا يعتبرون مصابين بإعاقات عقلية، كان بإمكان المواطنين المكفوفين تمثيل أنفسهم والتحدث في المحكمة، لكنهم لم يكونوا قادرين على التحدث أو التمثيل نيابة عن الآخرين.
واجه الأشخاص الصم وغير القادرين على الكلام بعض الصعوبات مع القانون الروماني عندما يتعلق الأمر بالمعاملات مثل الشراء والبيع. كانت معظم الاتفاقات الرومانية تعتمد على التأكيد اللفظي لكي تعتبر المعاملة مكتملة، وهو ما قد يضر بالأشخاص الصم أو غير القادرين على الكلام.
كانت هناك فرص وفترات تمكن فيها المواطنون الرومان ذوو الإعاقة من شغل مناصب أعلى في السلطة ضمن أنظمة مثل مجلس الشيوخ أو أدوار القيادة الأخرى، ولكنهم كانوا يواجهون صعوبة أكبر في كسب احترام أقرانهم والأشخاص الذين تحتهم.
كان يُقال أن الأباطرة مثل نيرون وكاليغولا استخدموا التشويه أو الإعاقة كعقوبات للانتهاكات القانونية، بالإضافة إلى الهجمات الشخصية.

## في الثقافة الرومانية
كان يُنظر إلى العمى أو ضعف البصر بعين الاحترام في العقلية الرومانية، وقد أصبح العديد من الأفراد مشهورين بعد فقدانهم لإحدى أعينهم. من الجدير بالذكر أن بعض العبيد كانوا يدخلون مباريات المصارعة وهم يغطّون إحدى عيونهم السليمة برقعة، رغم أن المؤرخين يختلفون حول ما إذا كان ذلك إشارة إلى الصقلوب الأسطوري أم لإظهار المصارع كخبير ومحترف. ومن المعروف أيضًا أن العديد من الشخصيات الأسطورية، بالإضافة إلى بعض الشخصيات التاريخية المعروفة، اعتقد الرومان أنهم فقدوا بصرهم مقابل نعم من الآلهة، كالبصيرة أو موهبة الغناء. وقد ميزت لغة ذلك الزمان بين من كانوا فاقدين للبصر كليًا ومن كانوا ضعيفي البصر جزئيًا. بعض الأطفال المكفوفين أصبحوا متسولين.
كانت الإعاقات الجسدية التي تؤثر في البصر والسمع والكلام تجعل الحياة اليومية صعبة على المواطن الروماني، إذ كانت القدرة على التواصل والتفاعل الشخصي ذات أهمية كبيرة في الثقافة الرومانية.
أما الإصابات التي تؤدي إلى إعاقات، وتحدث أثناء الخدمة العسكرية، فقد كانت تُعتبر علامات شرف، وكانت إصابات العيون الأكثر شيوعًا بين الجنود العاديين والشخصيات الشهيرة مثل حنبعل. وقد كتب العديد من الكتّاب الرومان، مثل لوكيوس سينيكا، عن إعاقات جسدية لدى شخصيات رومانية بارزة لم تُصب بها في الحرب، بهدف السخرية منها. وكان القادة الرومان عادةً ما يُصوَّرون في التماثيل والعملات على أنهم في هيئة بدنية مثالية. وقد وصف بلينيوس رجلًا ثريًا لكنه معاق بأنه جدير بالشفقة.
في عهد أغسطس، استخدم هذا الإمبراطور عبيدًا من ذوي الإعاقات كوسيلة للعرض والترفيه، ودعا العامة لمشاهدتهم. ورغم أن أغسطس وفر وسيلة للجمهور لمشاهدة هذه الحالات الغريبة التي كانت تثير اهتمامه، إلا أن سويتونيوس حرص على التأكيد أنه كان يحتقرهم رغم ذلك.
كان الطلب على العبيد ذوي الإعاقات شائعًا لدرجة أن بلوطرخس كتب عن أنواع العاهات المختلفة المعروضة في ما يُسمى بـ"أسواق الوحوش". وقد سُجل أن نساءً رومانيات كثيرات كنّ يحتفظن بأشخاص من ذوي العمود الفقري المنحني كـ"حيوانات أليفة". وظهر مثل هؤلاء الأشخاص في بلاط كاليغولا، وكانوا رائجين كعناصر للعرض في السمبوزيوم. وكان يُحتفظ بهم في قسم منفصل في أسواق العبيد، سماها بلوطرخس سوق الوحوش (τεράτων ἀγορὰν). وكانت هذه الأسواق شديدة الرواج لدرجة أن الطلب على العبيد ذوي الإعاقات دفع إلى استخدام أقفاص تُدعى "غلوطوكوماي" لتقزيم الأشخاص عمدًا. وكان يُتعمَّد التسبب بإعاقات لبعض الأفراد، وكان الناس مستعدين لدفع مبالغ إضافية لقاء العبيد ذوي الإعاقات.
كان الأشخاص ذوو الانحناء في العمود الفقري شائعين نسبيًا في الحياة العامة، بل وكان يُعتقد في بعض الأماكن أنهم يجلبون الحظ للآخرين. كما عُرف أحيانًا أنهم وصلوا إلى مناصب استشارية مرموقة، مثل فاتينيوس، مستشار نيرون.
ويُعتقد أن الإله فولكانوس، الذي كان يعاني من إعاقة خلقية ومع ذلك عمل كحدّاد، يُمثل دلالة على أن الرومان المعاقين قد تخصصوا في مهارات معينة تتوافق مع إعاقاتهم، دون أن يُقصوا من المجتمع.

## المواقف تجاه ذوي الإعاقة
يتخيل المؤرخون الذين يدرسون أحوال العالم القديم أن معظم أفراد المجتمع تقريبًا كانوا يعانون من نوعٍ ما من الإصابات أو الإعاقات. علاوة على ذلك، فقد حاول القانون الروماني أن يستوعب بعض أنواع الإعاقات، وهو ما كان من شأنه أن يضفي طابعًا طبيعيًا على ما يُعد اليوم إعاقة.
وكانت تأثيرات الإعاقات تختلف تبعًا لمكانة الفرد الاجتماعية. فعلى سبيل المثال، لم تكن الإعاقات الحركية تمثل مشكلة كبيرة للنخبة، لأن خدمهم وعبيدهم كانوا يتكفلون بحملهم ونقلهم. أما المواطنون من الطبقتين الدنيا والوسطى، فقد تؤثر الإعاقات على قدرتهم في الحصول على وظائف.
ومع ذلك، كانت الإعاقات تُنظر إليها بشكل سلبي في بعض السياقات. فعلى سبيل المثال، كان يُسمح أحيانًا بإدخال الأشخاص ذوي الإعاقات الشديدة ضمن عروض الترفيه، حيث كان يُسمح بإهانتهم والسخرية من مظهرهم، مثل مناداة من فقدوا أعينهم بالصقلوب. بالإضافة إلى ذلك، إذا أراد أحدهم الهجوم على خصم أو تحقيره، فكان يمكنه وصف إعاقته على أنها دليل على انحطاطه الأخلاقي أو عقاب من الآلهة. فعلى سبيل المثال، جرى استبعاد ميتيليوس، وهو كاهن روماني قديم، من هيئة الأحبار بسبب إصابته بالعمى، إذ كان يُعتقد أن فقدانه للبصر علامة على غضب الآلهة منه.

## الإعاقة كصفة أخلاقية أو رمزية
في النصوص الأدبية القديمة، كانت الإعاقة تُستخدم كصفة مميزة للشخصيات أو للشخصيات الرومانية البارزة. وكان الوصف اللغوي للإعاقة يركّز إما على مظهرها البشع أو الفريد، أو على الطابع النفسي المصاحب لها.
كان كل من نيرون وأغسطس يعانيان من نفس النوع من تغير لون الجلد، المعروف بالجسم المرقط (corpora maculosa)، إلا أن هذا الأمر كان يُعتبر قبيحًا في حالة نيرون فقط. أما في حالة أغسطس، فقد وُصف بأن هذه البقع "كانت منتشرة على صدره وبطنه بطريقة منتظمة في الشكل والترتيب والعدد، تُشبه نجوم الدب الأكبر في السماء".